# Typ widmowy

Zmiany rozmiarów gwiazd i barw ich fotosfer wraz z typem widmowym dla gwiazd ciągu głównego. Zmiany barwy od czerwieni ku błękitowi (od lewej do prawej) związane są ze wzrostem temperatury fotosfery. Zobacz temperatura barwowa

Typ widmowy – klasyfikacja gwiazd oparta na widmie światła wysyłanego przez gwiazdę. Widmo światła emitowanego przez gwiazdę jest określone przez trzy podstawowe parametry atmosfery gwiazdy, a mianowicie:
- temperaturę,
- ciśnienie gazu,
- skład chemiczny.

Z powyższych czynników największy wpływ na postać widma gwiazdowego ma temperatura. Widma gwiazd o niskiej temperaturze powierzchni świadczą o obecności tam prostych związków chemicznych. Wraz ze wzrostem temperatury spada liczba cząstek, a atomy ulegają jonizacji.
Temperatura fotosfery określa również barwę emitowanego światła, stąd wyraźny związek pomiędzy poszczególnymi typami widmowymi a barwą gwiazdy.

## Różne typy widmowe
Około 99% gwiazd na niebie można podzielić na siedem podstawowych typów widmowych:
| Typ | Temperatura efektywna | Standardowy opis koloru | Rzeczywista obserwowana barwa | Masa (względem Słońca) | Promień (względem Słońca) | Jasność (bolometryczna) | Linie wodoru | Ułamek liczby gwiazd ciągu głównego |
| --- | --------------------- | ----------------------- | ----------------------------- | ---------------------- | ------------------------- | ----------------------- | ------------ | ----------------------------------- |
| O   | ≥ 30 000 K            | błękitny                | błękitna                      | ≥ 16 M☉                | ≥ 6,6 R☉                  | ≥ 30 000 L☉             | słabe        | ~0,00003%                           |
| B   | 10 000–30 000 K       | niebiesko-biały         | jasnobłękitna                 | 2,1–16 M☉              | 1,8–6,6 R☉                | 25–30,000 L☉            | średnie      | 0,13%                               |
| A   | 7500–10 000 K         | biały                   | niebiesko-biała               | 1,4–2,1 M☉             | 1,4–1,8 R☉                | 5–25 L☉                 | silne        | 0,6%                                |
| F   | 6000–7500 K           | żółto-biały             | biała                         | 1,04–1,4 M☉            | 1,15–1,4 R☉               | 1,5–5 L☉                | średnie      | 3%                                  |
| G   | 5200–6000 K           | żółty                   | biało-żółta                   | 0,8–1,04 M☉            | 0,96–1,15 R☉              | 0,6–1,5 L☉              | słabe        | 7,6%                                |
| K   | 3700–5200 K           | pomarańczowy            | blada żółtopomarańczowa       | 0,45–0,8 M☉            | 0,7–0,96 R☉               | 0,08–0,6 L☉             | bardzo słabe | 12,1%                               |
| M   | 2400–3700 K           | czerwony                | jasna pomarańczowo-czerwona   | 0,08–0,45 M☉           | ≤ 0,7 R☉                  | ≤ 0,08 L☉               | bardzo słabe | 76,45%                              |

Mnemotechniczne przedstawienie kolejności liter: Oh Be A Fine Girl Kiss Me.
W klasyfikacji gwiazd użyteczne są oprócz wodoru także inne linie widmowe. Typ widmowy O charakteryzują silne linie helu zjonizowanego, typ B posiada wyraźne linie obojętnego helu. Dla typu widmowego F pojawiają się linie metali neutralnych; dla typu G są już liczne, bardzo silne są linie zjonizowanego wapnia, ilości światła w fioletowej części widma wyraźnie spada. Gwiazdy typu widmowego K mają silne linie metali niezjonizowanych i liczne pasma cząsteczkowe, zaś typ M wyróżniają pasma cząsteczkowe tlenku tytanu.
Ten system klasyfikacji zmodyfikowała do jego obecnej postaci amerykańska uczona Annie Jump Cannon (1863–1941), która przeanalizowała i sklasyfikowała widma ponad 200 tysięcy gwiazd. Podstawą klasyfikacji były występujące w widmach gwiazd charakterystyczne linie i pasma (głównie absorpcyjne) oraz ocena ich względnych natężeń. Te podstawowe typy widmowe dzielimy ponadto na 10 podtypów, oznaczonych cyframi od 0 do 9, umieszczonymi za symbolem literowym, w kolejności malejącej temperatury. Ponad 1% gwiazd należy do dalszych pięciu typów widmowych:
- W – gwiazd Wolfa-Rayeta o temperaturze powierzchni 100 000 K
- Q – gwiazd nowych
- C – gwiazd węglowych (część dawniej oznaczano R i N)
- S – gwiazd cyrkonowych.

Dla najsłabszych gwiazd i brązowych karłów dodano później typy dalsze niż M:
- L – zawierające w swoim widmie dużą ilość litu, ok. 1400-2200 K
- T – chłodniejsze od klasy L, ok. 1000 K
- Y – chłodniejsze nawet od T, poniżej 500 K

Ponadto czasem stosowane jest oznaczenie:
- P – mgławica planetarna.

Wprowadzona w ten sposób klasyfikacja gwiazd według ich typów widmowych nie rozróżnia jednak odmiennych gwiazd o takiej samej temperaturze powierzchni. Do tego samego typu widmowego należą bowiem karły, olbrzymy i nadolbrzymy. Pewne gwiazdy mają szczególne, niecodzienne widma. Dlatego wprowadzono dalsze dodatkowe symbole dla oznaczenia typów widmowych. Przed nazwą typu dodaje się:
- sd – gdy gwiazda jest podkarłem (ang. subdwarf)
- d – karłem (ang. dwarf)
- w – białym karłem (ang. white dwarf)
- sg – podolbrzymem (ang. subgiant)
- g – olbrzymem (ang. giant)
- c – nadolbrzymem (ang. colossus)

Uogólnieniem tych dodatkowych podziałów jest klasyfikacja MKK, która oprócz typu widmowego wprowadza pojęcie klasy jasności.
Współcześnie białe karły najczęściej oznacza się symbolem „D” poprzedzającym odpowiednią literę, oznaczającą widzialne pasma pierwiastków:
- DA – biały karzeł bogaty w wodór
- DB – biały karzeł bogaty w hel
- DO – biały karzeł bogaty w zjonizowany hel
- DC – biały karzeł bez wyraźnych pasm
- DQ – biały karzeł bogaty w węgiel
- DZ – biały karzeł bogaty w metale
- DX – biały karzeł, który posiada linie, ale nieznanego pochodzenia

Niektóre białe karły mogą posiadać mieszane oznaczenia, np. DAB lub DAO. Oznacza to, że występują pasma różnych typów. Jeśli za oznaczeniem np. DA występuje litera V, oznacza to pulsującego białego karła.
Natomiast za symbolem oznaczającym typ widmowy można spotkać litery:
- p – gdy gwiazda ma swoiste osobliwe widmo (ang. peculiar)
- e – gdy w widmie gwiazdy są linie emisyjne
- n – gdy linie w widmie są rozmyte (ang. nebular)
- s – gdy linie w widmie są ostre (ang. sharp)
- k – gdy widmo zawiera linie międzygwiazdowego gazu
- m – gdy zawiera linie metali[b].

Istnieją też gwiazdy o tak osobliwym widmie, że trudno je zaliczyć do jakiegokolwiek typu widmowego i takie oznaczamy symbolem pec (pekularne).
Zdarza się czasami, że gwiazda jest bardziej czerwona, niż wynikałoby to z jej typu widmowego. Typ widmowy wskazuje na przykład na temperaturę, przy której kolor gwiazdy powinien być biało-niebieskawy, a gwiazda jest wyraźnie żółtawa itp. Tego rodzaju efekt nazywa się nadwyżką (ekscesem) barwy. Świadczy on jednak nie o osobliwościach fizycznych samej gwiazdy, lecz o ekstynkcji międzygwiazdowej wywołanej obecnością pyłu kosmicznego między gwiazdą a obserwatorem.

## Gwiazdy standardowe
Są to gwiazdy o widmie charakterystycznym dla danego typu.
| Typ widmowy | Gwiazda/y standardowa/e   | Typ widmowy | Gwiazda/y standardowa/e |
| ----------- | ------------------------- | ----------- | ----------------------- |
| O5          | BD 4°1302                 | F2          | π Sagittarii            |
| O6          | BD 44°3639                | F5          | α Canis Minoris         |
| O7          | S Monocerotis, g Sagittae | F8          | β Virginis              |
| O8          | λ¹ Orionis, A Cygni       | G0          | α Aurigae               |
| O9          | 10 Lacertae, BD 34°98     | G2          | Słońce                  |
| B0          | ε Orionis                 | G5          | χ Geminorum             |
| B1          | β Canis Maioris           | K0          | α Bootis                |
| B2          | γ Orionis                 | K2          | β Cancri                |
| B3          | π4 Orionis                | K5          | α Tauri                 |
| B5          | q Tauri                   | M0          | β Andromedae            |
| B8          | β Persei                  | M2          | α Orionis               |
| B9          | λ Aquilae                 | M3          | π Aurigae               |
| A0          | α Canis Majoris           | M6          | ρ Persei                |
| A2          | γ Ursae Majoris           | R0          | BD 10°5057              |
| A3          | τ³ Eridani                | R3          | BD+5°5223               |
| A5          | β Trianguli               | R8          | BD-3°1685               |
| F0          | δ Geminorum               | N0          | 19 Piscium              |

## Cechy typów widmowych
Teoria atomowa wyjaśnia, dlaczego widma gorących niebieskich gwiazd (typ O) wyglądają zupełnie inaczej niż widma czerwonych, zimnych gwiazd (typ M, T, Y), mimo iż wszystkie gwiazdy są zbudowane w istocie z tych samych składników. Dla każdego pierwiastka istnieją charakterystyczne poziomy temperatury i gęstości, przy których wytwarzanie widzialnych linii absorpcyjnych jest najbardziej efektywne. W krańcowo wysokich temperaturach, jak w gwiazdach typu O, atomy gazu ulegają jonizacji, czyli tracą elektrony. Ponieważ w takich warunkach mogą przetrwać tylko atomy o najsilniejszym wiązaniu między jądrem a elektronami, takie jak pojedynczo zjonizowany hel, w widmie dominują linie atomów zjonizowanych. Przy temperaturze około 5800 K, jak w gwiazdach typu G, np. na Słońcu, atomy takich metali jak żelazo i nikiel nie ulegają rozerwaniu i pozostają neutralne. W temperaturach poniżej 3500 K, w gwiazdach typu M, mogą istnieć nawet cząsteczki, jak np. tlenek tytanu.

## Klasa jasności gwiazdy
Klasa jasności gwiazd, zwana także klasyfikacją widmową Yerkes została stworzona w 1943 roku przez Williama W. Morgana, Phillipa C. Keenana oraz Edith Kellman z obserwatorium Yerkes (stąd również skrót MKK od inicjałów autorów). Klasyfikacja ta jest rozszerzeniem do klasycznej klasyfikacji widmowej i opiera się na odkrytej przez Morgana korelacji pomiędzy szerokością linii widmowych a mocą promieniowania gwiazdy. W ramach gwiazd o tym samym typie widmowym, im gwiazda jaśniejsza tym węższe linie obserwuje się w jej widmie. Oryginalna klasyfikacja MKK wprowadziła siedem klas jasności, tę listę współcześnie uzupełnia dodatkowa klasa.
Wyróżnia się 8 klas jasności:
- 0 (czasem też: Ia-0) – hiperolbrzymy – najjaśniejsze ze wszystkich gwiazd. Przykładem hiperolbrzyma jest Eta Carinae (klasa dodana później).
- I – nadolbrzymy – bardzo jasne i masywne gwiazdy przy końcu swojego życia. Dzielą się na typy Ia i Ib, przy czym Ia reprezentuje te najjaśniejsze (jest także typ Iab – pośredni). Tego rodzaju gwiazdy są bardzo rzadkie – jedna na milion gwiazd jest nadolbrzymem. Najbliższym nadolbrzymem jest Kanopus (F0Ib) oddalony 310 lat świetlnych. Innymi przykładami są: Betelgeza (M2Ib), Antares (M1Ib) i Rigel (B8Ia).
- II – jasne olbrzymy – gwiazdy mające jasność pomiędzy olbrzymami a nadolbrzymami. Przykładem może tu być Sargas (F1II) i Alphard (K3II).
- III – olbrzymy – są to głównie niezbyt masywne gwiazdy przy końcu ich życia, które napuchły do rozmiarów olbrzyma. Do tej kategorii zaliczamy także pewne masywne gwiazdy, które są dopiero na drodze do otrzymania statusu nadolbrzyma. Przykładami są: Arktur (K2III), Hadar (B1III) i Aldebaran (K5III).
- IV – podolbrzymy – gwiazdy, które dopiero zaczęły ewolucję do statusu olbrzymów lub nadolbrzymów. Przykładem może tu być: Alnair (B7IV), Mufrid (G0IV) oraz Procjon (F5IV-V) – częściowo wchodzący w tę klasę.
- V – karły (gwiazdy ciągu głównego) – wszystkie normalne, „spalające” wodór gwiazdy. Gwiazdy spędzają większą część swojego życia w tej kategorii, zanim przesuną się o rząd wyżej. Gwiazdy klasy O i B tej kategorii są w rzeczywistości bardzo jasne i ogólnie jaśniejsze od większości olbrzymów. Przykładami mogą być: Słońce (G2V), Syriusz (A1V) i Wega (A0V).
- VI – podkarły (rzadko używane)
- VII – białe karły (rzadko używane)

Spadek szerokości linii widmowych wraz z rosnącą jasnością gwiazdy jest efektem ubocznym, związanym ze zjawiskiem wzrostu szerokości linii widmowych przy rosnącym ciśnieniu emitującego gazu. Jeżeli ograniczymy się do gwiazd o tym samym typie widmowym, czyli podobnych temperaturach fotosfer, wtedy wzrost jasności gwiazdy jest związany ze wzrostem jej rozmiarów. Wzrost rozmiarów oznacza również spadek natężenia pola grawitacyjnego, a co za tym idzie, spadek ciśnienia gazu w fotosferze, co daje efekt węższych linii widmowych.
Klasa jasności jest określana na podstawie cech widmowych, dlatego nie należy jej mylić z samą jasnością gwiazdy. Najgorętsze gwiazdy klasy jasności V (ciąg główny) są jaśniejsze od gwiazd klasy jasności III (olbrzymy), zaś wiele białych karłów (klasa VII) jest jaśniejszych od najchłodniejszych gwiazd ciągu głównego (klasa V).

### Umowne nazwy
Przez kombinację umownego koloru przypisanego typowi widmowemu i nazwy klasy jasności można nazwać wiele typów gwiazd. Często jednak kilka typów widmowych obejmuje jedno określenie koloru: czerwony, żółty i niebieski. Żółte olbrzymy, nadolbrzymy itp. są rzadko spotykane, a nazywanie karłami gwiazd ciągu głównego co najmniej tak dużych jak Słońce jest umowne, gdyż większość gwiazd to czerwone karły (chociaż olbrzymy łatwiej zaobserwować). To nazewnictwo koliduje też z nazwą osobnej klasy jasności białe karły i nazywaniem błękitnymi karłami hipotetycznego stadium rozwoju czerwonych karłów.
Zobacz hasła: czerwony karzeł, pomarańczowy karzeł, żółty karzeł, żółto-biały karzeł, błękitny karzeł, czerwony olbrzym, żółty olbrzym, błękitny olbrzym, czerwony nadolbrzym, żółty nadolbrzym, błękitny nadolbrzym

## Inne klasyfikacje gwiazd
Istnieją katalogi gwiazd, zawierające klasyfikacje wykonane w systemie MK, ale klasyfikacje te niekoniecznie są jednorodne. Duży zbiór takich danych i analiz jest przechowywany w Centrum Danych o Gwiazdach w obserwatorium w Strasburgu. Na Uniwersytecie Michigan, N. Houck i A.P. Cowley podjęli się sklasyfikowania najważniejszych gwiazd z katalogu Drapera w systemie MK, uwzględniając dwa parametry. Dziewięćdziesiąt procent gwiazd może zostać w ten sposób sklasyfikowanych. Widma pozostałych dziesięciu procent gwiazd nie da się porównać z widmem gwiazd sklasyfikowanych według systemu MK.
Na początku dwudziestego wieku klasyfikacja harwardzka została poszerzona przez wprowadzenie trzech dodatkowych klas widmowych po klasie M: R, N i S.
Klasy R i N zawierają gwiazdy o temperaturach efektywnych bliskich tym z klas G, K i M, ale ich widma pokazują bardzo dużą zawartość molekuł węgla. Obecnie te dwie klasy są połączone w jedną klasę C, właśnie z powodu linii węgla w widmie. Teraz wiemy, że w ponad 3000 gwiazd, zawierających olbrzymie zespoły molekularne CN, C2 i CH, obfitość węgla w odniesieniu do zawartości tlenu, jest cztery albo pięć razy większa niż w gwiazdach o takiej samej temperaturze efektywnej. Czynione są próby wyjaśnienia pochodzenia tych obiektów, w oparciu o ewolucję gwiazd. Istnieje możliwość, że to duże obiekty, o masie równej kilku masom Słońca, w których „spalanie” helu dało początek produkcji węgla, który osadzał się w pobliżu jądra gwiazdy. Ruchy spowodowane różnicami temperatur mogłyby przenosić produkty reakcji jądrowych, głównie węgiel, w pobliże powierzchni gwiazdy, dlatego jest on dostrzegalny w składzie widma. Ten mechanizm mógłby wyjaśnić jakościowy skład (wygląd) widma, ale nie odnosi się on do pomiarów ilościowych.
Gwiazdy typu S są olbrzymami, których temperatury efektywne są bliskie tym z klasy M, ale ich widmo zawiera silne linie tlenków cyrkonu, itru i baru. Ich pochodzenie jest prawdopodobnie takie samo jak pochodzenie węgla w gwiazdach z poprzedniego typu. Powodem powstania tych pierwiastków jest synteza nukleonów. Te ciężkie pierwiastki zostały wyprodukowane w masywnych gwiazdach – o masie kilku mas Słońca – przez dołączenie neutronu w miejsce „spalania” helu, wokół jądra gwiazdy.
Duża rozbieżność w typach widmowych gwiazd pomiędzy B5 a F5 zmusza do wprowadzenia dodatkowych klas Ap i Am dla tych obiektów. Gwiazdy typu Ap to ciała niebieskie, których typy widmowe lokują się od B5 do A5, ale w ich widmach występują silne linie metalu, należące zwykle do związków manganu, rtęci, krzemu, chromu, strontu i europu. Normalnie, w gwiazdach typu od B5 do A5 jest tych związków mniej. Cechą charakterystyczną tej grupy jest obecność intensywnego pola magnetycznego w fotosferze. Natężenie światła płynącego od tych gwiazd jest zmienne. Zmiany te interpretowane są nierównomiernym rozłożeniem i transportem pierwiastków wewnątrz gwiazdy.
Gwiazda, obracając się, ukazuje obserwatorowi obszary o różnym składzie chemicznym, a co za tym idzie o różnym natężeniu emitowanego światła. Pewne pierwiastki gromadzą się na powierzchni gwiazdy w większe skupiska, przypominające plamy słoneczne. Wpływ na powstawanie tych obszarów ma pole magnetyczne gwiazdy. Cześć składników atmosfery gwiazd tego typu może stać się niewidoczna dla obserwatora, gdy duże nagromadzenie danego pierwiastka zostaje wepchnięte do wnętrza atmosfery gwiazdy. Gwiazdy typu Am to gwiazdy, których widmo plasuje się pomiędzy typem A0 a F5, ale występują w nim słabe linie wapnia i skandu oraz mocne linie żelaza i innych pierwiastków, występujących bardzo rzadko na Ziemi. Gwiazdy z tej grupy rotują wolniej niż inne o podobnej temperaturze. Prawdopodobnie wpływa to na powstawanie wielu anomalii w atmosferach tych obiektów.
Widma niektórych gwiazd typu O i B mogą posiadać również linie emisyjne. Wówczas do nazwy typu widmowego dodaje się przyrostek V (np. OV, BV). Szacuje się, że ponad 15 procent gwiazd z tych gorący typów posiada takie widmo. Linie te wywołane są obecnością delikatnej otoczki gazowej wokół gwiazdy. Obiekty te wykazują duże zmiany w występowaniu linii emisyjnych, łącznie z ich czasowym zanikiem. Jest to spowodowane zmianami w strukturze gazowej otoczki.
Gwiazdy, które na diagramie H–R umiejscowione są poniżej ciągu głównego, nazywane są podkarłami. Obiekty te wydają się podobne do tych z ciągu głównego, jednak całkowicie się różnią pod względem składu chemicznego. Charakteryzują się obfitością pierwiastków metali. Podkarły nazwane są gwiazdami drugiej populacji.
Termin „gwiazda symbiotyczna” określa obiekt, w którego widmie obecne są jednocześnie, i w podobnych ilościach, linie emisyjne i absorpcyjne. Układ linii absorpcji przypomina zwykle widmo chłodnych olbrzymów, np. typu M. Natomiast powstanie linii emisyjnych wymaga istnienia warunków fizycznych prowadzących do silnego wzbudzenia atomów emitujących te linie. Pewne linie emisyjne zostały zauważone w widmie korony słonecznej. Fakt ten może ułatwić wyjaśnienie mechanizmów ich powstawania.
Znamy około stu gwiazd należących do grupy symbiotycznych. Zostały one do niej zakwalifikowane na podstawie kryterium widmowego. Nie jest ono tak dokładne, jak klasyfikacja Morgana – Keenana, dlatego istnieje wiele rozbieżności w widmach gwiazd tej samej grupy. Jednak ważne jest zrozumienie mechanizmów prowadzących do powstania tych różnic, ponieważ mówią one dużo o ewolucji gwiazd.
Gwiazdy nietypowe dostarczają znacznie więcej informacji niż normalne, pojedyncze obiekty. Przez poznanie różnic w budowie atmosfer wielu gwiazd, można łatwiej zrozumieć ich strukturę.